# Erdoesina
Erdoesina is een geslacht van vliesvleugeligen uit de familie Pteromalidae. De wetenschappelijke naam van dit geslacht is voor het eerst geldig gepubliceerd in 1957 door Graham.

## Soorten
Het geslacht Erdoesina omvat de volgende soorten:
- Erdoesina alboannulata (Ratzeburg, 1852)
- Erdoesina boarmiae Boucek, 1967